# Gonuris flaminia
Gonuris flaminia är en fjärilsart som beskrevs av Heinrich Benno Möschler 1880. Gonuris flaminia ingår i släktet Gonuris och familjen nattflyn. Inga underarter finns listade i Catalogue of Life.